# Паклин, Игорь Васильевич
Игорь Васильевич Паклин (15 июня 1963, Фрунзе, Киргизская ССР, СССР) — советский, а затем киргизский прыгун в высоту, вице-чемпион мира, чемпион Европы, чемпион Европы в помещениях. Представлял СКА (Фрунзе). Окончил Фрунзенский политехнический институт. Заслуженный мастер спорта СССР (1987).
В течение почти двух лет являлся рекордсменом мира с результатом 2,41 м.

## Биография
Пришёл в спорт вслед за старшим братом Валерием в 9 лет. Однако к тренеру брата — Анатолию Ивановичу Вогулю — его не взяли из-за большого количества желающих. Некоторое время тренировался самостоятельно, а после и вовсе перестал посещать секцию. В 4-м классе опять пошёл в секцию с одноклассником и попал к Владимиру Александрович Калинину. Занимался по нескольким видам — бег, прыжки, толкание ядра. Постепенно основной специализацией стали прыжки в высоту. В 15 лет Игорь достиг 1,85 м.
В 1978 году, по настоянию брата, перешёл к Анатолию Ивановичу Вогулю. Начав с 1,85, за два года тренировок под руководством Вогуля, улучшил личный рекорд на 33 см. В 17 лет, в 1980 году, преодолев высоту 2,18, стал мастером спорта.
В 1981 году, во время выступления за юниорскую сборную, получил серьёзную травму и врачи даже рекомендовали закончить со спортом. На восстановление ушёл весь 1982 год. В 1983 Игорь впервые становится призёром чемпионата СССР и поднимает личный рекорд до 2,33. Его берут во взрослую сборную СССР и вскоре он побеждает на Всемирной универсиаде в Эдмонтоне, затем — занимает 5-е место на чемпионате мира в Хельсинки.
В это же время Паклин увлёкся методиками физической и психологической подготовки восточных школ единоборств, которые начал использовать при подготовке к соревнованиям. В 1984 стал 2-м на чемпионате СССР, но на турнир «Дружба-84» его не взяли.
В 1985, на Универсиаде в японском городе Кобе, Игорь Паклин покоряет высоту 2,41 и становится рекордсменом мира.
В 1986 Игорь побеждает на чемпионате Европы, а через год становится обладателем медалей двух чемпионатов мира. В Индианаполисе он одерживает победу в первом зимнем чемпионате мира, установив новый рекорд СССР. А в Риме лишь по попыткам уступает золотую медаль шведу Патрику Шёбергу на летнем чемпионате мира в Риме. Накануне этого чемпионата мира Международная любительская легкоатлетическая федерация провела опрос по определению лучших легкоатлетов мира за всю историю существования ИААФ. Лучшим прыгуном в высоту всех времён назван Валерий Брумель, вторым в этом списке лучших стоит имя Игоря Паклина.
На Олимпиаде в Сеуле выступил неудачно. Причина — выступал после перенесённой болезни.
В начале 1990-х выиграл последний чемпионат СССР и последнюю Спартакиаду СССР. Но на Олимпиаде в Барселоне не смог показать своих лучших результатов.
Чемпионат мира по лёгкой атлетике 1993 года стал для него последним соревнованием в карьере, но и здесь Паклин не смог выполнить даже квалификацию.
По окончании карьеры — на тренерской работе. Самая известная его воспитанница — Татьяна Ефименко — чемпионка Азиатских Игр, чей личный рекорд 197 см.
Жена Татьяна Паклина, имеет старшую дочь Дину, которая пошла по стопам отца и в настоящий момент упорно тренируется в составе сборной Севастополя, и младшую дочь Василису. В настоящий момент живёт в городе-герое Севастополе.
В 1993 году Игорь Паклин был награждён Грамотой Кыргызской Республики.